# Vauxia
|  | Dieser Artikel wurde aufgrund von formalen oder inhaltlichen Mängeln in der Qualitätssicherung Biologie im Abschnitt „Paläontologie“ zur Verbesserung eingetragen. Dies geschieht, um die Qualität der Biologie-Artikel auf ein akzeptables Niveau zu bringen. Bitte hilf mit, diesen Artikel zu verbessern! Artikel, die nicht signifikant verbessert werden, können gegebenenfalls gelöscht werden. Lies dazu auch die näheren Informationen in den Mindestanforderungen an Biologie-Artikel. Begründung: Braucht noch etwas Unterstützung |

Vauxia ist eine ausgestorbene Gattung der Klasse Demospongiae, die sich durch eine charakteristische Verzweigungsstruktur auszeichnete. Jeder ihrer Zweige bestand aus einem Netzwerk von Strängen. Diese Gattung verfügte über ein Skelett aus Spongin, einem flexiblen, organischen Material, das auch bei modernen Schwämmen vorkommt. Wie andere Schwämme ernährte sich Vauxia durch die Aufnahme von Nährstoffen aus dem Wasser. Die verschiedenen Arten der Gattung Vauxia (Familie Vauxiidae, Ordnung Verongiida) aus dem mittleren Kambrium von Laurentia gelten als die frühesten nicht-spikulären Demospongien.
Fossilien von Vauxia wurden in Nordamerika und Asien entdeckt, insbesondere in den Vereinigten Staaten, Kanada und China. Fossile Funde sind bisher nur aus dem Kambrium bekannt.

## Name
Die Gattung Vauxia wurde nach dem Mount Vaux benannt, einem Berg im Yoho-Nationalpark in British Columbia. Der Name bezieht sich auf William Sandys Wright Vaux (1818–1885), einen Antiquar am British Museum. Erstmals beschrieben wurde sie 1920 von Charles Doolittle Walcott.

## Lebensweise
Vermutlich lebten die Vauxia-Arten als sessiler Filtrierer in flachen Meeresumgebungen, wobei sie Wasser durch ein komplexes Kanalsystem in ihrem Spongingerüst zog, um Nährstoffe und Partikel zu extrahieren. Durch ihre zahlreichen Poren (Ostien) strömte Wasser in den Schwamm, während es durch größere Öffnungen (Oscula) wieder austrat, was eine effiziente Nahrungsaufnahme ermöglichte.
Über die spezifische Fortpflanzungsweise von Vauxia ist wenig bekannt, aber wie andere Schwämme könnte sie sich sowohl sexuell durch die Freisetzung von Gameten ins Wasser als auch asexuell durch Fragmentation oder Knospung vermehrt haben.

## Beschreibung
Die Schwammgattung Vauxia fällt durch ihre einzigartige, busch- oder korallenähnliche Struktur auf. Die Zweige von Vauxia verzweigen sich dichotom (gabelartig), was ein komplexes Verzweigungsmuster ergibt. Jeder Zweig besteht aus einem dichten Netz von Sponginfasern, einem flexiblen organischen Material, das bei modernen Schwämmen ebenfalls vorkommt. Dieses Spongingerüst bildet ein netzartiges Gerüst, das den gesamten Körper stützt und eine große Oberfläche für die Wasserzirkulation und Nahrungsfiltration bietet. 

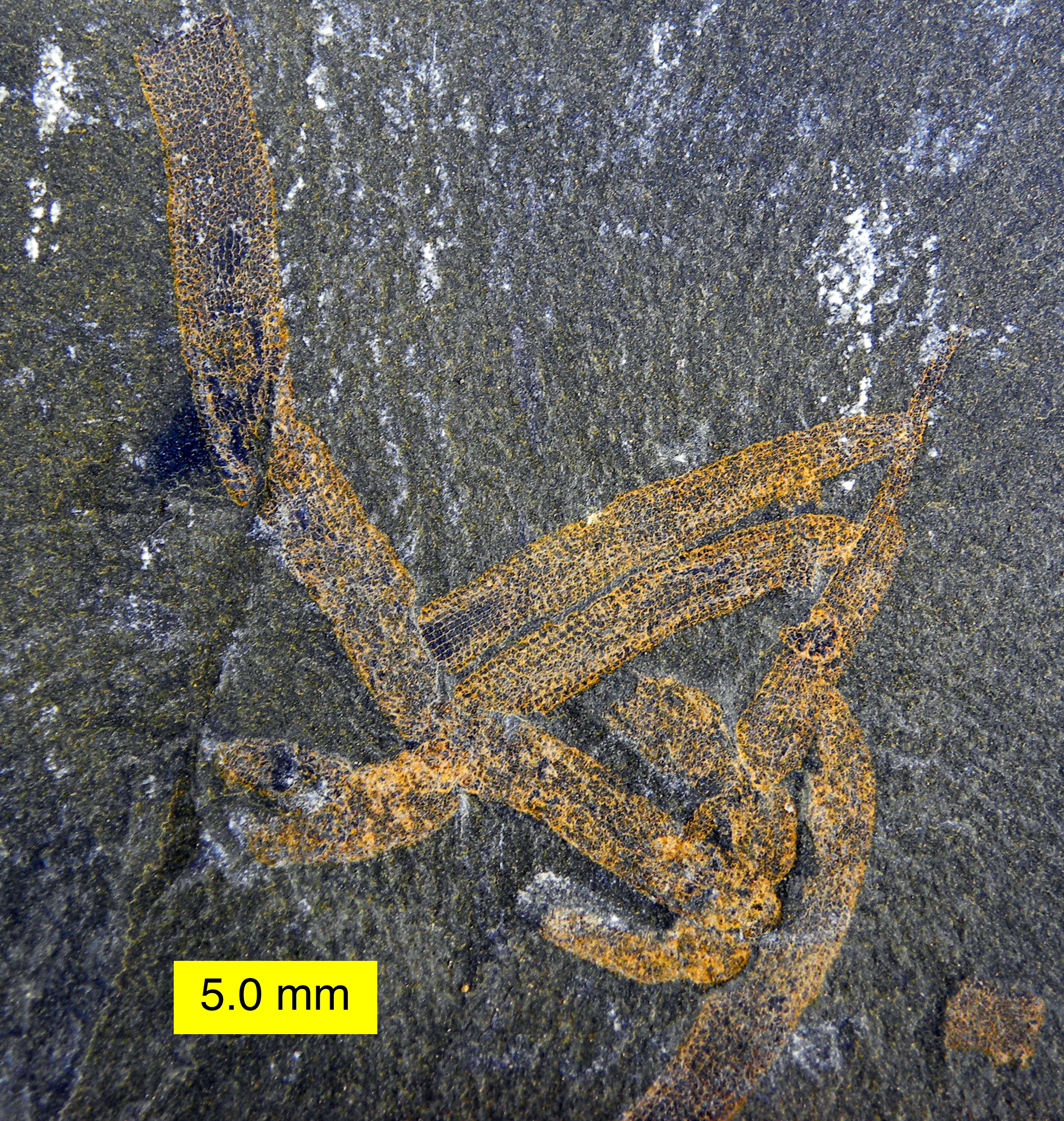
Vauxia aus dem Walcott-Steinbruch des Burgess-Schiefers (Mittelkambrium)

Vauxia wurde traditionell als protomonaxonider Schwamm beschrieben. Diese Schwämme sind durch nadelförmige Spicula gekennzeichnet und sind eine der vielfältigsten Gruppen der frühen Schwämme. Vauxia−Skelette bestehen hauptsächlich aus organischen Fasern und nicht aus Spicula. Frühere Interpretationen deuteten darauf hin, dass Vauxia Spicula besitzen könnte, aber neuere Untersuchungen bestätigen, dass das Skelett hauptsächlich faserig ist. Die Skelettstruktur von Vauxia gracilenta wurde als aus Chitin bestehend bestätigt. 2017 wurde eine weitere Gattung der Vauxiidae, Angulosuspongia, beschrieben, die ein anastomosierendes, faseriges Skelett aufweist.
Die Größe der Vauxia-Fossilien variiert, wobei einige Exemplare mehrere Zentimeter bis über einen Meter große werden können.

Walcott (1920) beschreibt die Gattung wie folgt: 

"Elongate, cylindric single or branching, crateriform and frondose thin-walled sponges; skeleton formed of spicules (tetracts) bearing two main rays that combine to form the strong vertical sides of irregular roughly outlined quadrangles with the interspaces more or less filled in with minute spicules of various outlines ; the third ray is slender and extends across between the vertical lines to form a straight or slightly curved transverse boundary of the meshes; the axial ray extends inward."

Deutsche Übersetzung: „Längliche, zylindrische, einzelne oder verzweigte, kraterförmige und wedelförmige Schwämme mit dünnen Wänden; das Skelett besteht aus Spicula (Tetrakta) mit zwei Hauptstrahlen, die zusammen die starken vertikalen Seiten unregelmäßiger, grob umrissener Vierecke bilden, wobei die Zwischenräume mehr oder weniger mit winzigen Spicula mit verschiedenen Umrissen ausgefüllt sind; der dritte Strahl ist schlank und erstreckt sich zwischen den vertikalen Linien hin und her, um eine gerade oder leicht gekrümmte Querbegrenzung der Maschen zu bilden; der Axialstrahl erstreckt sich nach innen.“

## Klassifikation/ Systematik
Folgende Arten der Gattung sind bisher beschrieben:
- Vauxia bellula Walcott, 1920
- Vauxia gracilenta Walcott, 1920
- Vauxia densa Walcott, 1920
- Vauxia venata Walcott, 1920
- Vauxia magna Rigby, 1980
- Vauxia irregulara Rigby & Collins, 2004[8]
- Vauxia leioia Luo, Zhao & Zeng, 2019[9]

## Fundstellen und Alter der Fossilien

### Burgess-Schiefer, Kanada
Der Burgess-Schiefer im Yoho-Nationalpark, British Columbia, Kanada, ist eine der berühmtesten Fossillagerstätten der Welt. Entdeckte Fossilien stammen aus dem mittleren Kambrium und sind in etwa 505 Millionen Jahre alt. In dieser Lagerstätte wurden zahlreiche Exemplare der Gattung Vauxia gefunden. Die außergewöhnlich gut erhaltenen Fossilien der Burgess-Schiefer bieten wertvolle Einblicke in die kambrische Fauna und die Entwicklung der Schwämme.

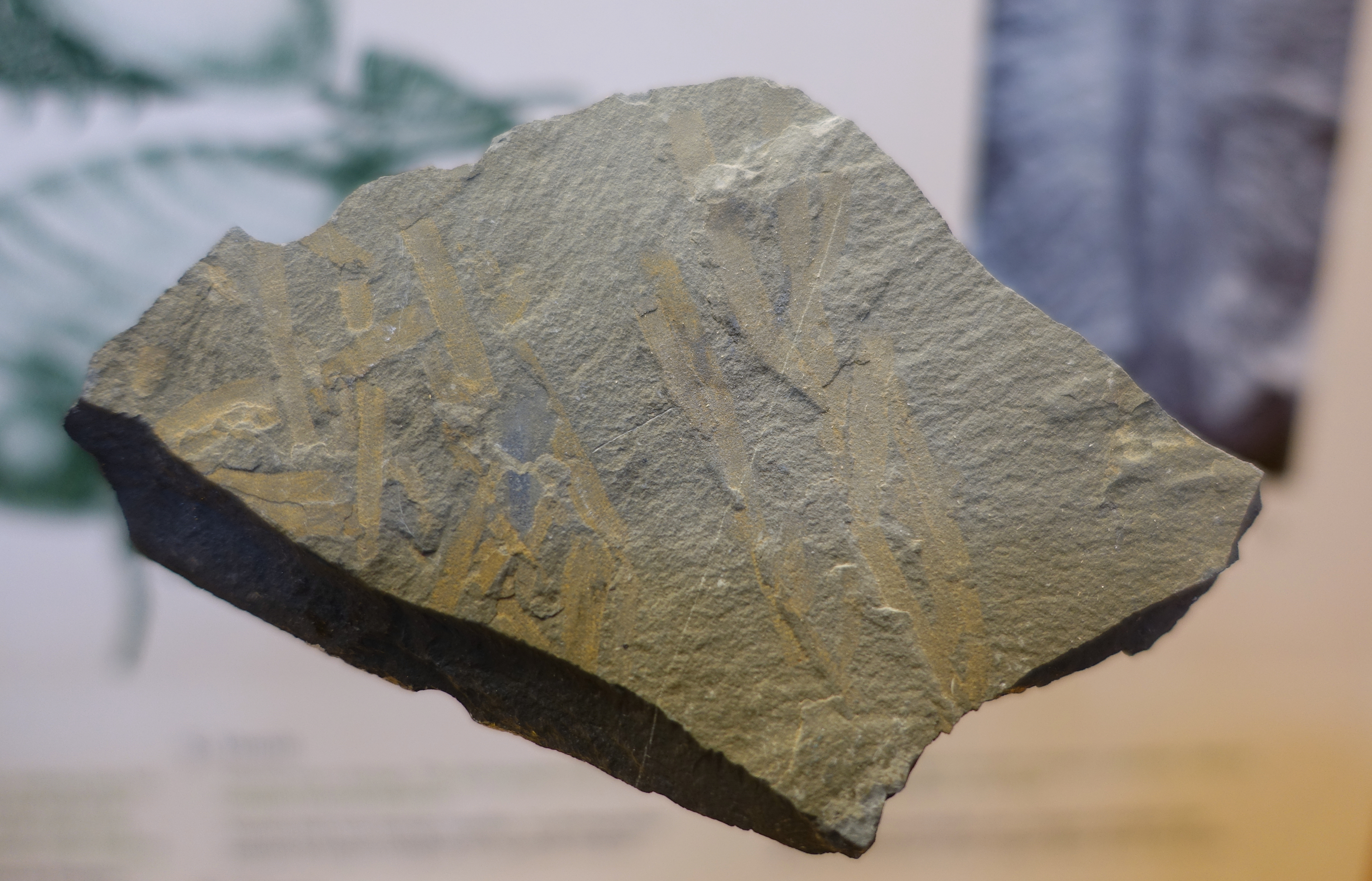
Vauxia-Fossil aus dem Burgess-Schiefer

### Maotianshan-Schiefer, China
Der Maotianshan-Schiefer in Yunnan, China, gehört zur Chengjiang-Fauna und ist bekannt für seine gut erhaltenen Fossilien aus dem frühen Kambrium, die zeitliche Einordnung ist ca. 518 Millionen Jahre. Auch hier wurden Fossilien von Vauxia entdeckt, die bedeutende Informationen über die frühe Diversifikation der Porifera (Schwämme) und die Struktur der damaligen marinen Ökosysteme liefern.

### Stephen-Formation, Kanada
Die Stephen-Formation in British Columbia, Kanada, stammt ebenfalls aus dem mittleren Kambrium und ist etwa 505 Millionen Jahre alt, ähnlich des Burgess-Schiefers. In dieser Formation wurden ebenfalls gut erhaltene Fossilien von Vauxia gefunden.

### Wheeler Shale, USA
Der Wheeler Shale in Utah, USA, ist eine weitere bedeutende Fossillagerstätte aus dem mittleren Kambrium mit einem Alter von etwa 507 bis 506 Millionen Jahren. Diese Lagerstätte ist bekannt für ihre gut erhaltenen Trilobiten und andere fossile Organismen, darunter auch Exemplare der Gattung Vauxia.